# Coppa Italia Dilettanti 1968-1969
La Coppa Italia Dilettanti 1968-1969 è stata la 3ª edizione di questa competizione calcistica italiana. È stata disputata con la formula dell'eliminazione diretta ed è stata vinta dallo ALMAS.
La competizione era riservata alle migliori squadre militanti nel primo livello regionale. Il primo turno veniva disputato a livello regionale, poi si passava a livello interregionale. Le semifinali e le finali si disputavano in campo neutro.
L'edizione, come detto sopra, è stata vinta dallo ALMAS, che superò in finale la Parmense; le altre semifinaliste furono Legnago e Barberino.

## Avvenimenti
La formula dell'edizione prevedeva, dopo i vari turni eliminatori, una final four da giocarsi nel luglio del 1969 allo stadio Flaminio di Roma. Qui giunsero le quattro semifinaliste: quelli che erano di fatto i padroni di casa, i romani dell'ALMAS, assieme ai toscani del Barberino, ai veneti del Legnago e agli emiliani della Parmense.
A giocarsi la coppa arrivarono l'ALMAS che superò i legnaghesi, e la Parmense, peraltro artefice di un notevole exploit sportivo essendo sorta appena l'anno precedente, che ebbe la meglio dei barberinesi.
La finale, arbitrata dall'internazionale Concetto Lo Bello, arrise ai laziali vincitori di misura sui parmigiani grazie alla rete, nei minuti iniziali del secondo tempo, di Rossi Mori. Si trattò del maggior risultato sportivo raggiunto dall'ALMAS e, contemporaneamente, anche dalla Parmense nella sua breve storia, che di lì a pochi mesi abbandonerà il suo nome per farsi erede della tradizione calcistica del più noto Parma.

## Partecipanti
Le 256 partecipanti vengono così ripartite fra i vari comitati regionali:
| Numero squadre | Comitati regionali    | Comitati regionali    | Comitati regionali | Comitati regionali | Comitati regionali | Comitati regionali | Comitati regionali  | Comitati regionali  | Comitati regionali  | Comitati regionali  | Comitati regionali  | Comitati regionali  |
| -------------- | --------------------- | --------------------- | ------------------ | ------------------ | ------------------ | ------------------ | ------------------- | ------------------- | ------------------- | ------------------- | ------------------- | ------------------- |
| 32             | Lombardia             | Lombardia             | Lombardia          | Lombardia          | Lombardia          | Lombardia          | Lombardia           | Lombardia           | Lombardia           | Lombardia           | Lombardia           | Lombardia           |
| 20             | Campania              | Campania              | Campania           | Campania           | Toscana            | Toscana            | Toscana             | Toscana             | Veneto              | Veneto              | Veneto              | Veneto              |
| 18             | Emilia-Romagna        | Emilia-Romagna        | Emilia-Romagna     | Emilia-Romagna     | Emilia-Romagna     | Emilia-Romagna     | Emilia-Romagna      | Emilia-Romagna      | Emilia-Romagna      | Emilia-Romagna      | Emilia-Romagna      | Emilia-Romagna      |
| 14             | Friuli-Venezia Giulia | Friuli-Venezia Giulia | Lazio              | Lazio              | Liguria            | Liguria            | Piemonte            | Piemonte            | Puglia              | Puglia              | Sicilia             | Sicilia             |
| 12             | Abruzzo               | Abruzzo               | Abruzzo            | Calabria           | Calabria           | Calabria           | Marche              | Marche              | Marche              | Sardegna            | Sardegna            | Sardegna            |
| 6              | Umbria                | Umbria                | Umbria             | Umbria             | Umbria             | Umbria             | Umbria              | Umbria              | Umbria              | Umbria              | Umbria              | Umbria              |
| 4              | Basilicata            | Basilicata            | Basilicata         | Basilicata         | Basilicata         | Basilicata         | Trentino-Alto Adige | Trentino-Alto Adige | Trentino-Alto Adige | Trentino-Alto Adige | Trentino-Alto Adige | Trentino-Alto Adige |

## Primo turno
- Partite andata/ritorno con la regola dei gol in trasferta. Se persiste la parità si ricorre al sorteggio.

### Friuli-Venezia Giulia
- 14 squadre.
Non ammesse: Audax, Brugnera, Cordenonese, Cormonese, Edera, Gemonese, Majanese, Marianese, Mossa, Pro Gorizia, Reanese e Sacilese (dal girone A), Fortitudo, Muggesana, Palazzolo, Palmanova, Ronchi e Trivignano (dal girone B).

| Squadra 1   | Totale      | Squadra 2            | Andata     | Ritorno    |
| ----------- | ----------- | -------------------- | ---------- | ---------- |
| PRIMO TURNO | PRIMO TURNO | PRIMO TURNO          | 08.09.1968 | 15.09.1968 |
| Spilimbergo | 2 – 3       | Maniago              | 1 – 2      | 1 – 1      |
| Manzanese   | 2 – 4       | Sandanielese         | 1 – 2      | 1 – 2      |
| Lignano     | 1 – 2       | Tisana               | 0 – 2      | 1 – 0      |
| Sangiorgina | 4 – 5       | Pro Cervignano       | 1 – 1      | 3 – 4      |
| Aquileia    | 6 – 3       | Gradese              | 3 – 2      | 3 – 1      |
| Pieris      | 3 – 2       | Cremcaffè Trieste    | 3 – 1      | 0 – 1      |
| Ponziana    | 3 – 2       | San Giovanni Trieste | 2 – 0      | 1 – 2      |

### Emilia-Romagna
| Squadra 1   | Totale      | Squadra 2   | Andata     | Ritorno    |
| ----------- | ----------- | ----------- | ---------- | ---------- |
| PRIMO TURNO | PRIMO TURNO | PRIMO TURNO | 08.09.1968 | 15.09.1968 |
| Fidenza     | 2 – 3       | Parmense    | 1 – 1      | 1 – 2      |

### Lazio
| Squadra 1   | Totale      | Squadra 2   | Andata     | Ritorno    |
| ----------- | ----------- | ----------- | ---------- | ---------- |
| PRIMO TURNO | PRIMO TURNO | PRIMO TURNO | 08.09.1968 | 15.09.1968 |
| ALMAS       | 1 – 1 sort. | Nettuno     | 1 – 0      | 0 – 1      |

### Umbria
- 8 squadre.
Non ammesse: Angelana, Assisi, Bastia, Juventina, Orvietana, San Gemini, Tavernelle e Virtus.

| Squadra 1     | Totale      | Squadra 2   | Andata     | Ritorno    |
| ------------- | ----------- | ----------- | ---------- | ---------- |
| PRIMO TURNO   | PRIMO TURNO | PRIMO TURNO | 08.09.1968 | 15.09.1968 |
| Todi          | 3 – 3 (gfc) | Deruta      | 3 – 2      | 0 – 1      |
| Ponte Felcino | 2 – 3       | Spoleto     | 1 – 0      | 1 – 3      |
| Nestor        | 3 – 0       | Gualdo      | 1 – 0      | 2 – 0      |
| Pontevecchio  | ? – ?       | Gubbio      | 0 – 0      | ? – ?      |

### Puglia e Basilicata
| Squadra 1           | Totale      | Squadra 2            | Andata     | Ritorno    |
| ------------------- | ----------- | -------------------- | ---------- | ---------- |
| PRIMO TURNO         | PRIMO TURNO | PRIMO TURNO          | 08.09.1968 | 15.09.1968 |
| Bernalda            | ? – ?       | Lavello              | 0 – 3      | ? – ?      |
| LI Potenza          | 3 – 3       | Avigliano            | 0 – 0      | 3 – 3      |
| Manduria            | 3 – 0       | Francavilla          | 3 – 0      | 0 – 0      |
| Atletico Tricase    | 6 – 0       | Pasbo Carmiano       | 6 – 0      | 0 – 0      |
| Noci                | 2 – 2       | Modugno              | 1 – 0      | 1 – 2      |
| Lucera              | 2 – 4       | San Giovanni Rotondo | 1 – 1      | 1 – 3      |
| Pro Italia Galatina | 2 – 3       | Ostuni               | 2 – 1      | 0 – 2      |
| Pro Gioia           | 4 – 3       | Altamura             | 4 – 2      | 0 – 1      |
| Canosa              | 2 - 1       | Putignano            | 2 – 0      | 0 – 1      |

## Secondo turno
| Squadra 1                  | Totale        | Squadra 2                 | Andata     | Ritorno    |
| -------------------------- | ------------- | ------------------------- | ---------- | ---------- |
| SECONDO TURNO              | SECONDO TURNO | SECONDO TURNO             | 22.09.1968 | 01.11.1968 |
| (FVG) Maniago              | 0 – 3         | Leffe (LOM)               | 0 – 2      | 0 – 1      |
| (FVG) Sandanielese         | 1 – 2         | Bassano Virtus (VEN)      | 0 – 2      | 1 – 0      |
| (FVG) Tisana               | 2 – 2 (gfc)   | Montecchio (VEN)          | 2 – 1      | 0 – 1      |
| (VEN) Fiesso d'Artico      | 0 – 2         | Pro Cervignano (FVG)      | 0 – 1      | 0 – 1      |
| (LOM) Falck Vobarno        | 1 – 1 sort.   | Aquileia (FVG)            | 1 – 0      | 0 – 1      |
| (FVG) Pieris               | 2 – 3         | Silea (VEN)               | 1 – 0      | 1 – 3      |
| (FVG) Ponziana             | 1 – 2         | Liventina (VEN)           | 0 – 1      | 1 – 1      |
| (E.R) Parmense             | 2 – 2 sort.   | Aurora Brollo Desio (LOM) | 1 – 1      | 1 – 1      |
| (LAZ) ALMAS                | 1 – 1 (gfc)   | Sagittario Pratola (ABR)  | 0 – 0      | 1 – 1      |
| (MAR) Falco Acqualagna     | 0 – 3         | Spoleto (UMB)             | 0 – 1      | 0 – 2      |
| (UMB) Nestor               | 0 – 1         | Iolo Sant'Andrea (TOS)    | 0 – 1      | 0 – 0      |
| (TOS) San Miniato          | 5 – 4         | Pontevecchio (UMB)        | 2 – 1      | 3 – 3      |
| (MAR) Recanatese           | 0 – 1         | Deruta (UMB)              | 0 – 1      | 0 – 0      |
| (PUG) Manduria             | 2 – 1         | Cariatese (CAL)           | 2 – 0      | 0 – 1      |
| (PUG) Noci                 | 1 – 1         | Barrese (CAM)             | 1 – 1      | 0 – 0      |
| (PUG) Canosa               | 3 – 4         | Sant'Agata Dei Goti (CAM) | 0 – 1      | 3 – 3      |
| (BAS) Lavello              | 2 – 3         | Atletico Tricase (PUG)    | 1 – 1      | 1 – 2      |
| (PUG) Ostuni               | 2 – 3         | Termoli (MOL)             | 2 – 0      | 0 – 2      |
| (PUG) San Giovanni Rotondo | 0 – 3         | Astrea Roma (LAZ)         | 0 – 1      | 0 – 2      |
| (ABR) Atessa               | 4 – 2         | Pro Gioia (PUG)           | 4 – 1      | 0 – 1      |
| (ABR) San Demitrio         | 5 – 2         | Avigliano (BAS)           | 3 – 2      | 2 – 0      |

## Ottavi di finale
| Squadra 1                 | Totale | Squadra 2                        | Andata | Ritorno |
| ------------------------- | ------ | -------------------------------- | ------ | ------- |
| (E.R) Parmense            | 2 – 1  | Leffe (LOM)                      | 0 – 0  | 2 – 1   |
| (LAZ) ALMAS               | 3 – 0  | Mocchetti S. Vittore Olona (LOM) | 2 – 0  | 1 – 0   |
| (CAM) Sant'Agata Dei Goti | 1 – 3  | Atletico Tricase (PUG)           | 0 – 1  | 1 – 2   |

## Quarti di finale
| Squadra 1       | Totale | Squadra 2             | Andata | Ritorno |
| --------------- | ------ | --------------------- | ------ | ------- |
| (E.R) Parmense  | 2 – 0  | Dolo (VEN)            | 2 – 0  | 0 – 0   |
| (LAZ) ALMAS     | 2 – 0  | Tricase (PUG)         | 0 – 0  | 2 – 0   |
| (VEN) Legnago   | ?      | Portici (CAM)         | ?      | ?       |
| (TOS) Barberino | ?      | Forte dei Marmi (TOS) | ?      | ?       |

## Final four
Disputate allo Stadio Flaminio di Roma.

### Semifinali
| Squadra 1      | Risultato | Squadra 2       |
| -------------- | --------- | --------------- |
| (E.R) Parmense | 1 – 0     | Barberino (TOS) |
| (LAZ) ALMAS    | 1 – 0     | Legnago (VEN)   |

### Finale
| Arbitro: | Lo Bello (Siracusa) |

|                                                                                         |            |                                                                                      |
| Rossi Mori 49’                                                                          | Marcatori  |                                                                                      |
| Rossi Romagnoli Accardi Santececca Costa Sales Piezzi Pistolesi Rossi Mori Montosi Cioè | Formazioni | Barducci Verderi Avanzini Silvagna Ferrari Marazzi L. Vitali Romani Goi Plaser Turci |
| Krieziu                                                                                 | Allenatori | G. Vitali                                                                            |